# 1913 في كندا
فيما يلي قوائم الأحداث التي وقعت خلال عام 1913 في كندا.

## سياسة

### انتهاء فترة المنصب
- 17 أبريل – أليكسندر كاميرون روثرفورد عضو الجمعية التشريعية ألبرتا.

## مواليد

### فبراير
- 11 فبراير – هيلين بيليا جيولوجية كندية.

### أبريل
- 25 أبريل – روس كونواي

### يونيو
- 18 يونيو – ويلفرد غوردون بيغلو جراح كندي.
- 27 يونيو – فيليب جوستون فنان أمريكي.

## وفيات

### فبراير
- 25 فبراير – جيك دروسير (مواليد 1880) متسابق دراجات نارية من الولايات المتحدة الأمريكية.

### ديسمبر
- 5 ديسمبر – شارلز باد روبنسون (مواليد 1871) عالم نبات كندي.
- 29 ديسمبر – أندرسون روفين أبوت (مواليد 1837) طبيب كندي.